# Mordellina monocalcarata
Mordellina monocalcarata es una especie de coleóptero de la familia Mordellidae.

## Distribución geográfica
Habita en Basutoland (Lesoto).